# Rochebrune, Drôme
 Rochebrune  là một xã thuộc tỉnh Drôme trong vùng Auvergne-Rhône-Alpes ở đông nam nước Pháp. Xã Rochebrune, Drôme nằm ở khu vực có độ cao tù 440-1189 mét trên mực nước biển. Dân số năm 2006 là 42 người.